# Bruno Lauzi
Bruno Lauzi, né à Asmara le 8 août 1937, qui grandit à Gênes et mort à Peschiera Borromeo le 24 octobre 2006, est un auteur-compositeur-interprète, poète, écrivain et cabarettiste italien. Artiste polyvalent, il interprète et écrit plusieurs chansons pour des artistes comme Mia Martini, Ornella Vanoni et Gabriella Ferri. Il a aussi publié des poésies et des romans.

## Biographie
Bruno Lauzi né à Asmara, alors située dans l'Afrique orientale italienne, est le fils d'un père catholique et d'une mère juive. 
Il a écrit des chansons pour Mia Martini, Georges Moustaki, Iva Zanicchi, Ornella Vanoni, Gabriella Ferri et Lucio Battisti.
Bruno Lauzi est un cantautore issu de l'« école génoise » comme Gino Paoli, Luigi Tenco et Fabrizio De André.
Ses principaux succès sont Ritornerai (en) (1963), Amore caro amore bello (1972), Onda su onda (1974), Genova per noi (1975). 
Il a interprété deux succès de Lucio Battisti (E penso a te et L'aquila) et quatre des Pooh (Amore caro, amore bello, Il primo e l'ultimo uomo, Mary oh Mary  et Tutto alle tre).
Dans les années 1980 il a entrepris une carrière politique pour le Parti libéral italien.
Souffrant de la maladie de Parkinson, il est mort à Peschiera Borromeo, ville métropolitaine de Milan, d'un cancer du foie à l'âge de 69 ans.

## Discographie partielle

### Albums
- Lauzi al cabaret (1965)
- Ti ruberò (1965)
- Cara (1968)
- Bruno Lauzi (album) (1970)
- Amore caro amore bello (1971)
- Il teatro di Bruno Lauzi (1972)
- Simon (1973)
- Lauzi oggi (1974)
- L'amore sempre (1975)
- Quella gente là (1975)
- Genova per noi (1975)
- Johnny Bassotto, la tartaruga... ed altre storie (1976)
- Persone (1977)
- Alla grande (1978)
- Amici miei (1981)
- Palla al centro (1982)
- Piccolo grande uomo (1985)
- Back to Jazz (1985)
- Ora!  (1987)
- La musica del mondo (1988)
- Inventario latino (1989)
- Il dorso della balena (1992)
- 10 Belle canzoni d'amore (1994, collection)
- Una vita in musica (1995, collection)
- Johnny Bassotto e i suoi amici (1996)
- Omaggio alla città di Genova (2001)
- Il manuale del piccolo esploratore (2003)
- Nostaljazz (2003)
- Ciocco Latino (2006)

### Principaux succès
- Ritornerai (1963)
- Amore caro amore bello (1972)
- Onda su onda (1974, écrit par Paolo Conte)
- Genova per noi (1975)
- La Tartaruga (1976)
- La buona volontà (1977)
- La gallina brasiliana (2002)

## Littérature

### Poèmes
- I mari interni (Internal Seas, 1994)
- Riapprodi (Re-Docks, 1994)
- Versi facili (Easy Verses, 1999)
- Esercizi di sguardo (Exercises of Glance, 2002)
- Agli immobili cieli  (To the Still Skies, 2010)

### Prose
- Della quieta follia dei piemontesi (On the Quiet Foolery of the Piedmonteses, 1997)
- Il caso del pompelmo levigato  (The Case of Polished Grapefruit, 2005)
- Tanto domani mi sveglio. Autobiografia in controcanto (So Tomorrow I Wake Up. Autobiography in Counterpoint, 2006)

## Filmographie
- 1968 : Une veuve dans le vent (Meglio vedova) de Duccio Tessari : Le maître d'hôtel